# Epeu (fill d'Endimió)
D'acord amb la mitologia grega, Epeu (en grec antic Ἐπειός) va ser un rei de l'Èlida, un dels fills d'Endimió i germà de Pèon i d'Etol.
Endimió, per tal de decidir quin dels seus fills el succeiria, va decidir que fessin una cursa a Olímpia i que el vencedor fos el futur rei. Epeu va guanyar, i Peó va fugir a Macedònia avergonyit d'haver perdut. Allà va fundar el país de Peònia, i donà nom als seus habitants, els peons. Etol es va quedar al Peloponès. Quan Endimió va morir, Epeu va succeir el seu pare en el tron. Durant un temps, una part del poble eleu va portar el nom d'epeu.